# Bromius obscurus
Pour les articles homonymes, voir Eumolpe (homonymie).
Genre
Espèce
L'eumolpe (Bromius obscurus), également appelé le gribouri ou l’écrivain ou la bêche, est un insecte coléoptère  qui s'attaque à la vigne. Il en était, avant 1840 et l'apparition des oïdium, mildiou et phylloxéra, le principal parasite. C'est le seul membre du genre Bromius.

## Description
Il fait 5 à 6 mm de long et est de couleur noire mate. L'insecte paraît en avril-mai et dévore les feuilles de vigne en les découpant avec ses mandibules en petites lanières ayant l'aspect de caractères d'écriture, d'où son surnom d'Écrivain. Il marque de même les grains de raisin et les bourgeons.

En août la femelle pond 15 à 30 œufs au pied du cep, sous l'écorce. Les larves qui en résultent pénètrent dans le sol et dévorent les racines. Elles ressemblent, plus petites, aux "vers blancs" du hanneton. Elles hivernent dans le sol puis au printemps remontent pour recommencer le cycle.

## Dégâts
Traces d'écriture sur feuilles et sur grappes pouvant provoquer l'éclatement précoce des baies touchées.

## Lutte
Actuellement la lutte contre ce parasite ne pose plus de problème en France où il a pratiquement disparu. Il semble sensible aux insecticides courants utilisés contre d'autres ravageurs de la vigne.

Jadis, la lutte était plus complexe :
On trouve mention que l'on a dressé des poulets "de race Leghorn que l'on promenait dans la vigne après un dressage spécial et facile".
On amassait les insectes parfaits en secouant le matin les souches au-dessus de l'entonnoir à insectes.
Pour détruire les larves, on injectait dans le sol du sulfure de carbone, à la dose de 250 à 300 kilogrammes par hectare.
On pouvait aussi enfouir dans le sol des tourteaux de moutarde ou de sésame (2000 à 3000 kilogrammes a l'hectare) pour chasser les insectes, ce qui faisait aussi office d'engrais.

## Désignations
Outre les noms: "écrivain" et "gribouri", il fut nommé, selon les régions, "tête-cache" , "diablotin", "coupe-bourgeon" et "bêche" et maintenant "eumolpe".

## Taxinomie
Bromius obscurus connaît plusieurs synonymes : Bromius vitis, Adoxus obscurus, Adoxus vitis.